# Mercedes-Benz C112
Mercedes-Benz C112 — концепт-кар, представлений в 1991 році на Франкфуртському автосалоні. C112 служив полігоном для відпрацювання електронних систем.

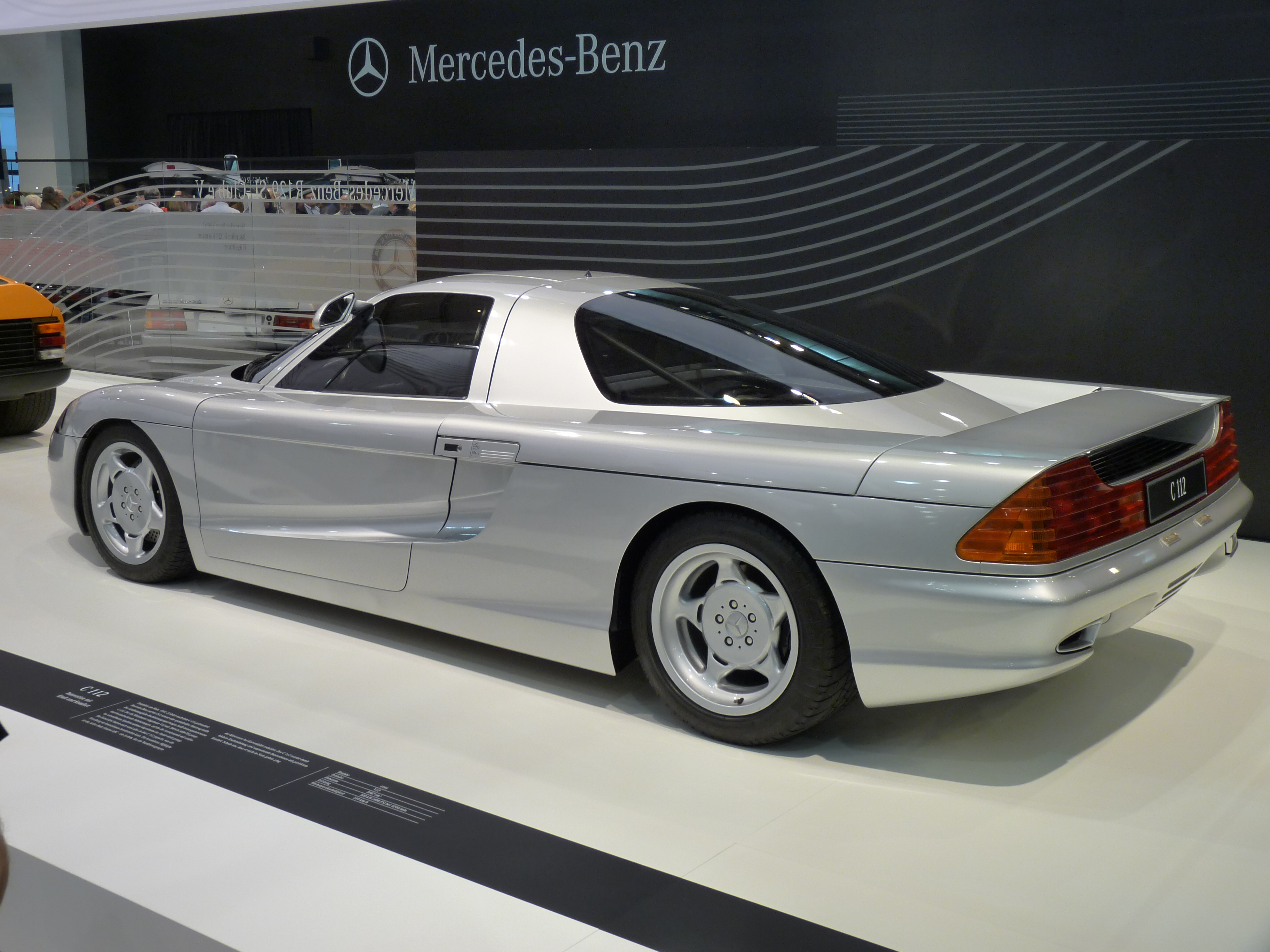
Mercedes-Benz C112

- Active Body Control - Ця система спроєктована для управління стабільністю автомобіля за допомогою активних пружин і гідравліки на кожному колесі, а також датчиками руху. Комп'ютер, отримуючи інформацію від датчиків, відповідним чином регулює підвіску.
- Активна аеродинаміка - забезпечується переднім і заднім спойлерами. Задній спойлер може переміщатися для забезпечення низького опору і високою притискної сили. Заднє антикрило також допомагає при гальмуванні.

Автомобіль скомпонований як середньомоторне купе з дверима типу «Крило чайки», оснащений 12-циліндровим 6-літровим V-подібним двигуном, наслідуваних від моделі Mercedes-Benz SL 600, потужністю 408 к.с. і обертовим моментом 580 Нм, розвивав максимальну швидкість 310 км/год, Розгін до «сотні» займав 4,9 секунди.
Незважаючи на велику кількість замовлень, автомобіль не пішов в серію.